# Tequisquiapan (municipi)
Tequisquiapan és un dels divuit municipis de l'estat de Querétaro. El cap de municipi i principal centre de població d'aquesta municipalitat és Tequisquiapan. Aquest municipi és a la part sud-est de l'estat de Querétaro. Limita al nord amb els municipis d'Ezequiel Montes, al sud amb San Juan del Río, a l'oest amb Huimilpan i a l'est amb l'estat d'Hidalgo.
El terme "Tequisquiapan" ve del nàhuatl “Tequixquitl” (Tequesquite), atl (aigua), i apan (lloc); lloc sobre aigües de tequesquite.